# الاگادا
الاگادا (به انگلیسی: Allagadda) یک منطقهٔ مسکونی در هند است که در آندرا پرادش واقع شده‌است.

## خصوصیات
الاگادا ۶ کیلومترمربع مساحت و ۳۷٬۶۶۰ نفر جمعیت دارد و ۱۶۶٫۵ متر بالاتر از سطح دریا واقع شده‌است.